# 알리바이 (2006년 영화)
《알리바이》(영어: The Alibi)는 미국에서 제작된 커트 머틸라, 맷 처카우스키 감독의 2006년 로맨틱 코미디 영화이다. 스티브 쿠건, 리베카 로메인, 셀마 블레어 등이 출연하였고, 에릭 피그 등이 제작에 참여하였다. 2006년 6월 17일 시네베이거스 국제 영화제에서 상영된 뒤 12월 5일 “Lies and Alibis”라는 제목 하에 DVD로 출시되었다.

## 출연진
- 스티브 쿠건
- 리베카 로메인
- 셀마 블레어
- 제임스 브롤린
- 샘 엘리엇
- 제이미 킹
- 존 레귀자모
- 제임스 마즈든
- 데비 메이자
- 헨리 롤린스
- 데버라 케라 엉거
- 테리 크루스

## 기타 제작진
- 공동 제작: 민디 마린
- 협력 제작: 앤드루 매터시치
- 배역: 민디 마린
- 미술: 제리 플레밍
- 의상: 크리스토퍼 로런스
- 음악 감독: 어맨다 시어데미, 벅 데이먼
- 오케스트라: 장파스칼 뱅튀스
- 조감독: 리처드 L. 폭스, 헤더 그리슨